# FC Milsami Orhei
El Fotbal Club Milsami Orhei és un club de futbol moldau de la ciutat d'Orhei.

## Història
El club va ser fundat l'any 2005. Ha estat campió de lliga i copa a Moldàvia. Evolució del nom:
- 2005: Viitorul Step-Soci
- 2008: Viitorul Orhei
- 2010: Milsami Orhei
- 2011: Milsami-Ursidos Orhei
- 2012: Milsami Orhei

## Palmarès
- Lliga moldava de futbol: 
  - 2014-15
- Copa moldava de futbol: 
  - 2011-12
- Supercopa moldava de futbol: 
  - 2012
- Segona divisió moldava de futbol: 
  - 2008-09